# Ирано-румынские отношения
Ирано-румынские отношения — двусторонние дипломатические отношения между Ираном и Румынией. Государства являются членами Организации Объединённых Наций. Иран имеет посольство в Бухаресте. Румыния имеет посольство в Тегеране.

## История
В 1881 и 1887 годах Персия открыла консульства в Галаце и Брэиле. 25 октября 1965 года были установлены отношения на уровне посольств. В феврале 1968 года в Тегеране был подписан торговый пакт между двумя странами, подписанный министром внешней торговли Румынии Георге Чоарэ и министром экономики Ирана Алинаги Алихани.
Румыния была одной из первых стран, признавших новую власть Ирана после исламской революции, а Иран — одной из первых стран, признавших новое правительство в Румынии после революции 1989 года.
29 июля 2021 года в Оманском заливе было совершено нападение на нефтяной танкер MT Mercer Street, в результате которого погибли один гражданин Румынии, капитан судна, один гражданин Великобритании. 2 августа министр иностранных дел Румынии Богдан Ауреску заявил, что после проведённого расследования стало ясно, что нападение совершил Иран, и осудил эти действия. Кроме того, он заявил, что "нет никакого оправдания преднамеренному нападению на гражданских лиц", а также, что они "продолжают координировать действия со своими партнёрами для надлежащего ответа". В результате нападения посол Ирана в Румынии был срочно вызван в министерство иностранных дел Румынии в Бухаресте. Инцидент также осудили официальные лица Великобритании, Израиля и США.